# Рязанский нефтеперерабатывающий завод
Ряза́нский нефтеперераба́тывающий заво́д (РНПЗ) — российское нефтеперерабатывающее предприятие, расположенное на территории Южного промышленного узла в городе Рязани. Принадлежит Рязанской нефтеперерабатывающей компании, которая входит в структуру государственной корпорации «Роснефть»..

## История

установка изомеризации легких бензиновых фракций Изомалк-2

Приказом Совета Министров СССР 19 июля 1952 года №3351278, в Рязани началось строительство нефтеперерабатывающего завода. Само строительство началось в 1954 году - строительство было объявлено Всесоюзной комсомольско-молодёжной стройкой. Для работы на производстве приезжали специалисты со всего Советского Союза.
Рязанский нефтеперерабатывающий завод был открыт 19 октября 1960 года, став основным ядром для нового Южного промышленного узла города Рязани. Вместе с предприятием, в строй были введён целый комплекс градостроительных систем. Новым жильём для работников нефтезавода стали дома, построенные в районе Городская роща — неподалёку от Центрального парка культуры и отдыха. Для подвоза персонала на предприятие заводом была запущена собственная трамвайная система, идущая от площади 50-летия Октября, к Южному промышленному узлу. На площади был возведён Дворец культуры нефтяников, а на Куйбышевском шоссе — нефтехимический техникум. Для нужд завода в пойме реки Листвянки был построен комплекс новых очистных сооружений, который также принимал на себя и городские стоки. Водозабор для предприятия возвели на стрелке Оки и Дядьковского затона — вода через систему насосных станций поднималась оттуда до производства.
13 октября 1960 г. была пущена установка АВТ-1. 19 октября 1960 г. впервые в Рязанской области был получен бензин А-56 и сернистое дизельное топливо.
В 1961 г. продолжается строительство установок - в январе осваивается процесс переработки тяжёлых остатков на установках термического крекинга ТК-1 и ТК-2, начинает работать установка первичной переработки нефти АВТ-2, товарно-сырьевой цех, установки по производству битумов.
С февраля 1961 г. нефть на завод подаётся по трубопроводу Альметьевск — Горький — Рязань протяжённостью 865 км.
В 1962 г. продолжилось строительство и ввод в эксплуатацию установок 1-й очереди завода. В январе 1962 г. было организовано два технологических цеха: цех №1 в составе установок ЭЛОУ, АВТ-1, АВТ-2, производство битумов; цех №2 - установки термического крекинга ТК-1 и ТК-2.
В 1963 г. были введены в эксплуатацию установка АВТ-3, установка каталитического риформинга Л-35-5, и установка дизельного топлива Л-24-6.
Установка сероочистки топливных газов завода позволила сократить выбросы вредных веществ в атмосферу и обеспечить сырьём по производству серной кислоты, которая была введена в эксплуатацию в декабре 1963 г.
Одновременно со строительством объектов нефтепереработки, велось строительство природоохранных и транспортных объектов. В 1964 г. был введён в строй Рязанский трамвай. Построена первая очередь станции биологической очистки производительностью 54 тыс. кубометров в сутки для очистки сточных вод завода и города.
Также, в 1964 г. была введена установка АВТ-4; в августе 1964 г. — установка каталитического риформинга Л-35-11/300, первый пуск подобной установки в СССР.. Эксплуатация двух установок каталитического риформинга позволила заводу наладить производство расширенного ассортимента бензинов: А-66, А-72, А-76 (частично неэтилированного).
В 1964 г. на базе предприятия организована каталитическая фабрика, на которой в июне 1964 г. был получен катализатор для процесса гидроочистки.
В 1966 г., на фоне падения поставок Ромашкинской нефти, в августе была построена установка полимеризации 29/3, каталитического риформинга Л-35-6.
В феврале 1967 г. заканчивается строительство и осуществляется пуск установки гидроочистки бензолов Л-24-600 для подготовки сырья, поступающего на установки риформинга Л-35-5 и Л-35-6.

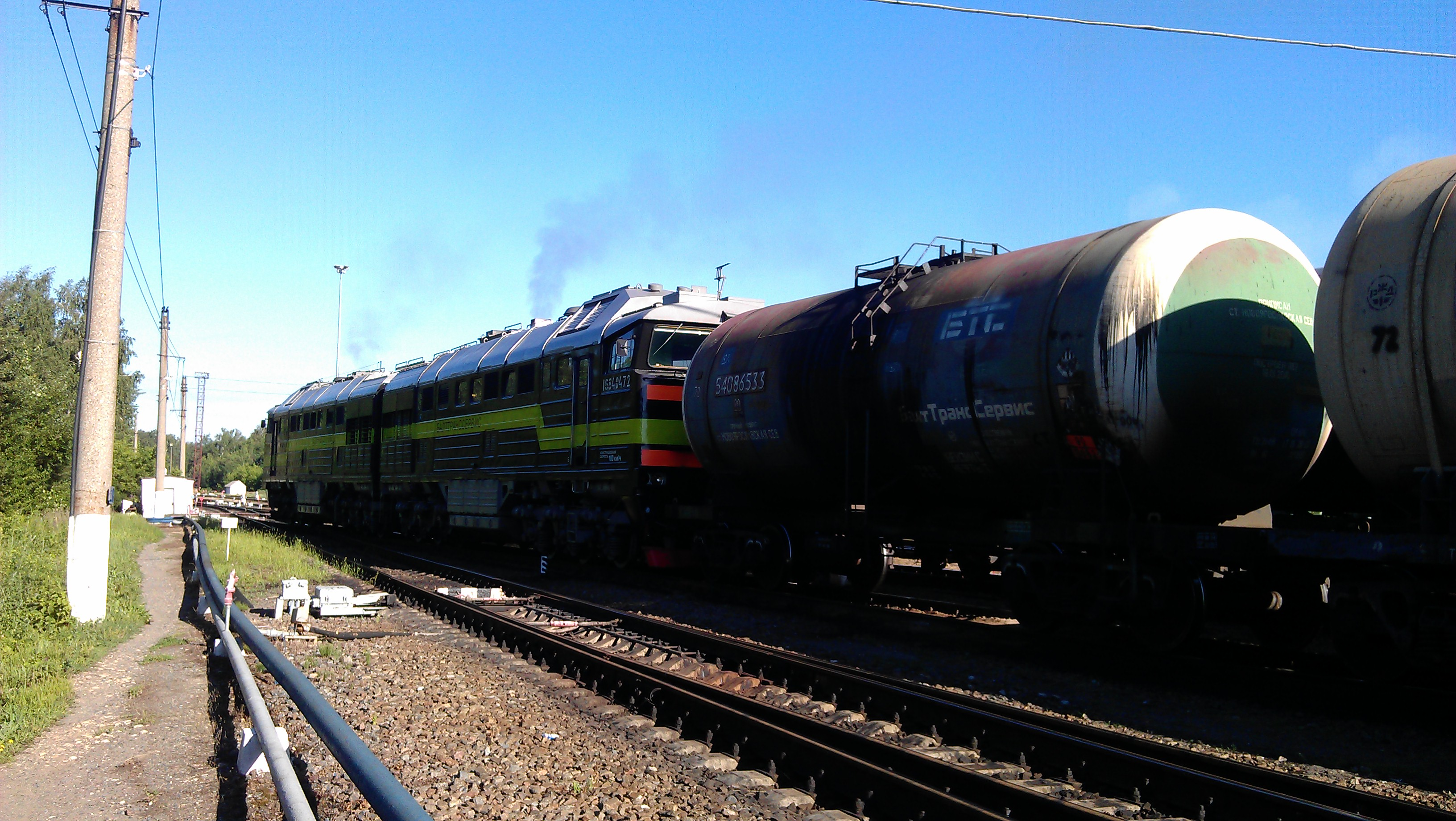
Состав цистерн с нефтепродуктами завода стартует со станции Стенькино-2.

2 августа 1974 года указом Президиума Верховного Совета СССР награждены орденами и медалями СССР рабочие и инженерно-технические работники установки каталитического крекинга Рязанского нефтеперерабатывающего завода имени 50-летия СССР. За достижение высоких технико-экономических показателей в работе и досрочное выполнение принятых на 1974 год социалистических обязательств
В 1993 году завод был приватизирован, а 2002 году реструктуризирован в закрытое акционерное общество «Рязанская нефтеперерабатывающая компания». С 2003 года вошёл в состав холдинговой компании ТНК-BP. С 2013 года под контролем государственной корпорации «Роснефть». 
13 марта и 1 мая 2024 года, а также 23 и 26 января 2025 года территория завода была атакована ВСУ с помощью дронов.

## Обзор предприятия
Заявленный максимально возможный объём обработки НПЗ: 17—18 миллионов тонн нефти. Обработка нефти происходит в основном методом каталитического крекинга и висбрекинга. В 2015 и 2016 году объём обработки составил 16 и 15,35 млн тонн соответственно Согласно заявлению на сайте Роснефти, на предприятии ведётся модернизация установок.

## Численность работников
- 1960 г. - 1112 чел.
- 1962 г. - 1714 чел.
- 1994 г.  - 5488 чел.
- 2012 г. - 3600 чел.

## Условия труда
В 2020 году организация попала в список сомнительных вахтовых работодателей.